# Lucius Lusius Geta
Lucius Lusius Geta was een Romeins politicus uit de eerste eeuw na Chr.
Lusius Geta behoorde tot de stand van de equites. In 48, onder keizer Claudius, was hij praefectus praetorio. Als zodanig werd er van hem verwacht dat hij optrad tegen Messalina en Gaius Silius die zogenaamd in het huwelijk traden (mogelijk als samenzwering tegen Claudius). Volgens Tacitus hadden Claudius' adviseurs aan het hof echter niet veel vertrouwen in Lusius Geta, omdat hij gemakkelijk te beïnvloeden zou zijn. Daarom schoof Claudius' vrijgelaten slaaf en belangrijkste adviseur Narcissus Lusius Geta tijdelijk terzijde om zelf het bevel over de pretoriaanse garde te voeren en de (vermeende) opstand neer te slaan. Lusius Geta behield echter het vertrouwen van Claudius zelf en bleef ook na deze gebeurtenissen in zijn functie tot 51 na Chr. In ieder geval in de laatste jaren deelde hij zijn positie met Rufrius Crispinus. Geta en Crispinus werden echter het slachtoffer van de intriges van Agrippina, die gedaan wist te krijgen dat Claudius hen verving door Sextus Afranius Burrus.
Messalina's intriges betekenden echter niet het einde van Geta's carrière. In 54 benoemde Claudius hem tot praefectus Alexandreae et Aegypti. Hij bekleedde dit ambt van 29 maart tot 17 november van dat jaar, toen Nero (die inmiddels Claudius was opgevolgd) hem terugriep naar Rome.